# Тетрихеви ГЭС
Тетрихе́ви ГЭС (груз. თეთრიხევის ჰესი) — гидроэлектростанция в Грузии, третья и последняя ступень Самгорского каскада ГЭС, расположенная на Верхнем Самгорском магистральном канале на восточной окраине Тбилиси в посёлке Тетрихевгэс. Является ключевым элементом Самгорской ирригационно-энергетической системы, созданной в послевоенные годы для орошения засушливых земель и выработки электроэнергии. Станция также примечательна своим статусом действующей учебно-лабораторной базы для студентов-энергетиков Грузинского технического университета.

Строительство станции велось в рамках «народной стройки» Самгорской системы с 1947 года; в постоянную эксплуатацию Тетрихеви ГЭС была введена в 1955 году. В 1995 году станция была приватизирована трудовым коллективом, что позволило провести её реабилитацию и значительно увеличить выработку электроэнергии. В настоящее время владельцем является компания «Georgian Water and Power».

По конструкции является деривационной приканальной ГЭС. Установленная мощность станции — 13,6 МВт. В здании ГЭС размещены два гидроагрегата с радиально-осевыми турбинами (типа Фрэнсис), работающими при расчётном напоре около 110 метров.

Особенностью работы Тетрихеви ГЭС, как и всего каскада, является сезонный режим: в зимний период станция вырабатывает пиковую электроэнергию, перебрасывая воду из Сионского в Тбилисское водохранилище, а в летний период накопленная вода используется для орошения.

## Контекст проекта
Тетрихеви ГЭС является неотъемлемой частью Самгорской оросительной системы — одного из крупнейших мелиоративных проектов Грузии, реализованного в послевоенные годы. Целью проекта было орошение 70 000 гектаров засушливых земель Самгорской степи к востоку от Тбилиси, что, как отмечалось в исторических очерках, «издревле было мечтой грузинского народа». Самгорская степь представляет собой холмистую равнину на высоте 300—1100 м над уровнем моря с засушливым климатом: средняя максимальная температура достигает 28-31 °C (абсолютный максимум 40 °C), а среднегодовое количество осадков составляет всего 424 мм, что делало земледелие без искусственного орошения невозможным. Для решения этой задачи была разработана комплексная схема использования стока горной реки Иори.
Система основана на взаимодействии двух ключевых гидроузлов:
- Сионское водохранилище — многолетнее регулирующее водохранилище на реке Иори с полезным объёмом 300 млн м³, накапливающее воду для последующего использования.
- Тбилисское водохранилище (т. н. «Тбилисское море») — буферное водохранилище, созданное 4 ноября 1951 года в котловине солёных озёр (Кукийского, Илгунианского и Авлабарского) для нужд ирригации и водоснабжения Тбилиси. Его создание в непосредственной близости от города было признано оригинальным решением, позволившим использовать водоём также для отдыха, спорта и парусных мероприятий[13].

Эти два водохранилища соединены Верхним Самгорским магистральным каналом протяжённостью 41,6 км. Для забора воды из Иори у села Палдо были построены головные сооружения, включающие низконапорную бетонную плотину и трёхкамерный отстойник для очистки воды от наносов. Сам канал представляет собой сложное инженерное сооружение, включающее «почти все виды гидротехнических сооружений: тоннели, галереи, акведуки, дюкеры, мосты-каналы». На естественных перепадах высот канала был построен каскад из трёх деривационных ГЭС общей установленной мощностью 31,4 МВт:
- Сатхениси ГЭС (напор 128 м)
- Марткопи ГЭС (напор 35 м)
- Тетрихеви ГЭС (напор 110 м)[13].

Уникальность системы заключается в её сезонном режиме работы. Зимой, когда потребность в воде для орошения отсутствует, вода из Сионского водохранилища перебрасывается по каналу в Тбилисское, и ГЭС каскада вырабатывают ценную в зимний период регулирующую электроэнергию. Летом накопленная в Тбилисском водохранилище вода используется для орошения земель через Нижний Самгорский канал. До постройки Сионского водохранилища каскад вырабатывал 150 млн кВт⋅ч сезонной (летней) энергии. После ввода Сионского водохранилища и перехода на зимний режим выработка составила 173 млн кВт⋅ч регулирующей (зимней) энергии, что значительно повысило её ценность для энергосистемы.

## История

### Проектирование и строительство
Решение о строительстве Верхне-Самгорской оросительной системы и гидроэлектростанций было принято Советом Министров СССР в 1946 году. Технический проект был разработан тбилисским отделением института «Гидроэнергопроект» и был готов к марту 1947 года.
Строительство Самгорской системы было объявлено «народной стройкой», а непосредственным исполнителем работ выступил трест «Грузгидрострой» (ранее известный как «Храмгэсстрой»). В 1950 году на место, которое в прессе описывалось как «„белое пятно“ в безводной Самгорской степи», прибыли строители треста и основали посёлок для будущих работников ГЭС. В работах по сооружению канала, в том числе в районе Тетрихеви, принимали участие тысячи рабочих, инженеров, служащих из Тбилиси и колхозников из прилегающих районов. Многие из них прямо на стройке осваивали новые специальности: так, колхозники С. Каркозашвили и А. Хуцишвили из Каспского района стали плотником и бригадиром бетонщиков, а К. Куцниашвили из села Дигоми — квалифицированным слесарем-стахановцем. Благодаря строительству системы на орошённых землях были основаны новые посёлки, Тетрихеви и Вазиани.
Станция была введена во временную эксплуатацию в 1952 году, а в постоянную — в 1955 году.

### Эксплуатация и приватизация

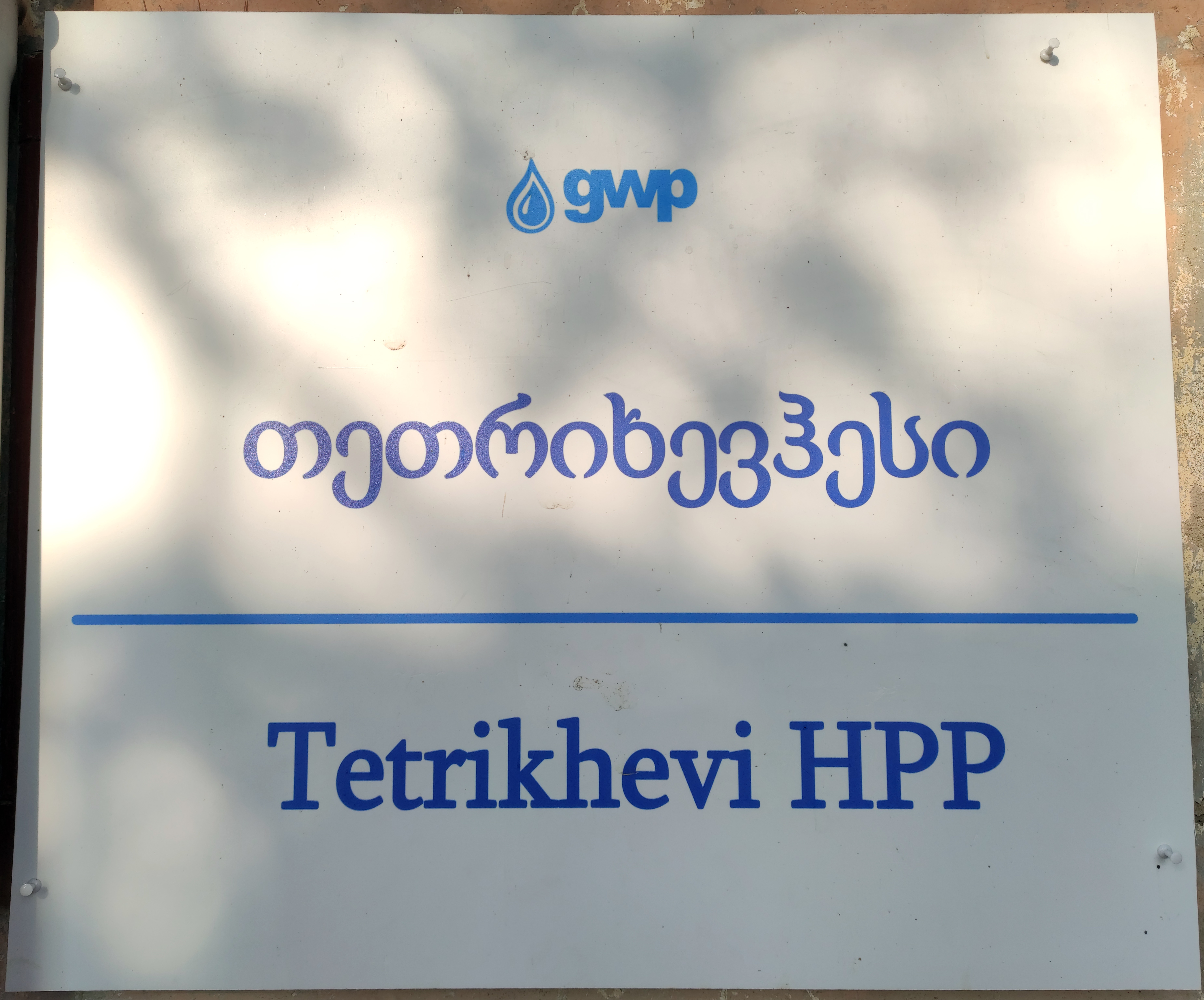
Информационная табличка на станции. Владельцем является компания «Georgian Water and Power».

Тетрихеви ГЭС работала в составе энергосистемы Грузинской ССР. Первоначальный проект автоматизации, утверждённый в 1947 году, был со временем кардинально пересмотрен в связи с развитием технологий, и все три станции Самгорского каскада были полностью автоматизированы. В 2010—2011 годах на станции проводились капитальные ремонты гидроагрегатов.
В 1990-е годы, в период масштабных экономических реформ в Грузии, началась приватизация малых ГЭС. Этот процесс сопровождался спорами между государственной компанией «Сакэнерго», стремившейся сохранить централизованное управление энергосистемой, и Министерством по управлению госимуществом, которое видело в приватизации способ привлечения инвестиций. В связи с этим и в ожидании рекомендаций от Всемирного банка по реструктуризации отрасли в стране временно объявлялся мораторий на приватизацию энергообъектов.
В марте 1995 года Тетрихеви ГЭС была приватизирована трудовым коллективом путём прямой продажи. На момент приватизации станция не работала, но после вложения 348 тысяч лари в реабилитацию была вновь запущена. В результате выработка электроэнергии значительно возросла: с 3,7 млн кВт⋅ч в 1995 году до 13,7 млн кВт⋅ч в 1996 и 26 млн кВт⋅ч в 1997 году. На станции было трудоустроено 23 человека. Впоследствии станция перешла в собственность компании «Georgian Water and Power».

## Технические характеристики и оборудование

### Гидротехнические сооружения

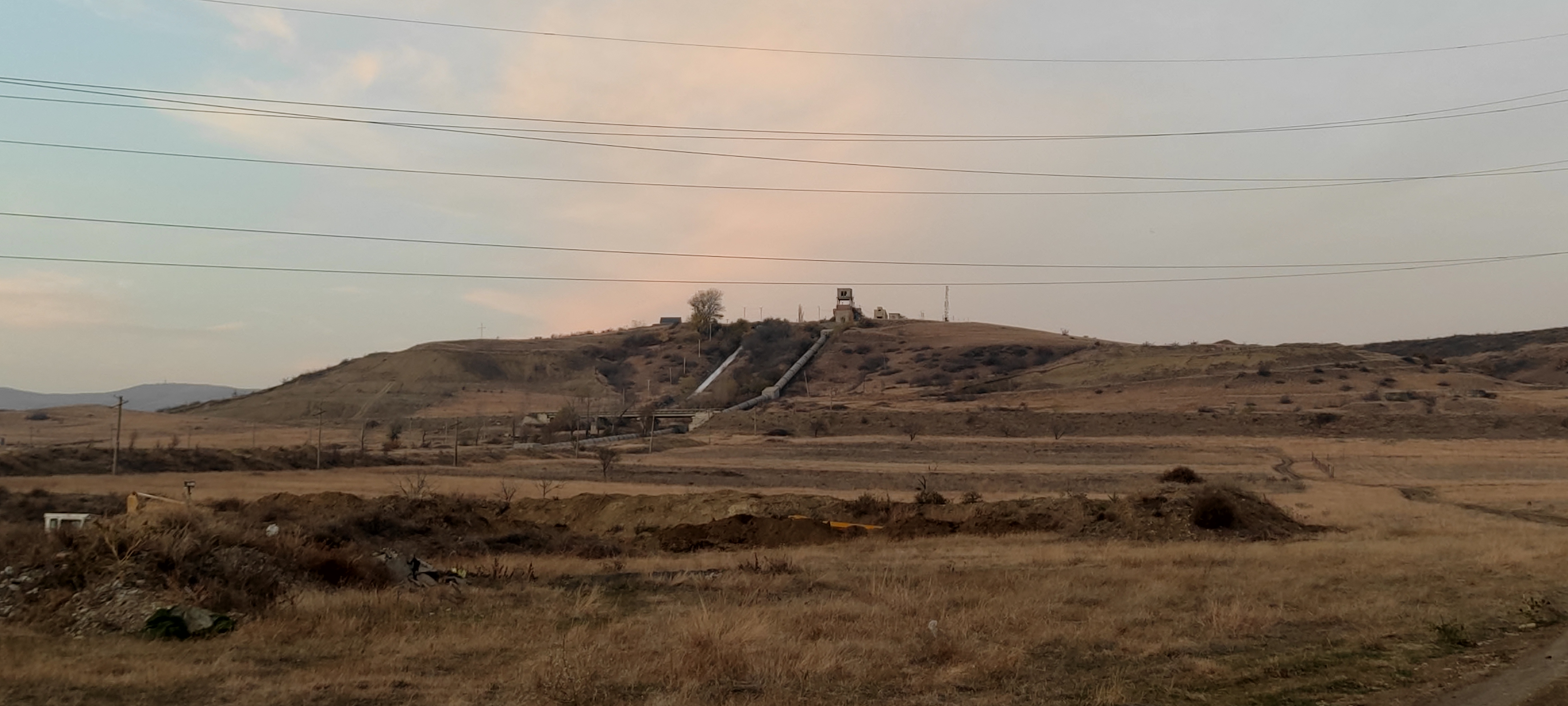
Водоприёмник и напорный трубопровод Тетрихеви ГЭС

- Водоприёмник расположен на Верхнем Самгорском магистральном канале и имеет проектную пропускную способность 13 м³/с. Он оборудован сороудерживающими решётками с механизмом очистки, тремя основными (размером 2,5 × 2,9 м) и тремя ремонтными (4,75 × 2,8 м) затворами, а также ледосбросным затвором для сброса шуги. Изначально затворы были оснащены электроприводами с грузоподъёмностью 15 тонн, однако в настоящее время управление осуществляется вручную с помощью лебёдок[1].
- Напорный трубопровод — стальной, однониточный, общей длиной 994 м[5] (по другим данным — 1010 м[18]). Диаметр трубопровода изменяется от 1940 мм на выходе из водоприёмника до 2340 мм перед зданием ГЭС. Толщина стенок варьируется от 10 до 19 мм. Трубопровод опирается на 7 анкерных и промежуточные опоры и проложен в открытом водоотводящем канале трапециевидного сечения. По обе стороны от канала предусмотрена зона отчуждения шириной 2 метра для технического обслуживания. Перед зданием ГЭС трубопровод разветвляется на две нитки диаметром 1,0 м каждая для подачи воды к турбинам[18].
- Здание ГЭС — железобетонное каркасное здание размерами 16,0 × 10,9 м и высотой 11,54 м. В машинном зале установлен мостовой кран грузоподъёмностью 50/10 тонн[8].

### Основное силовое оборудование
В машинном зале установлены два вертикальных гидроагрегата:
- Гидротурбины: радиально-осевые (типа Фрэнсис), модель Ф15-ВМ-140, произведены заводом «Уралмашзавод» в 1951 году. Расчётный расход воды на одну турбину — 6,5 м³/с, частота вращения — 500 об/мин, диаметр рабочего колеса — 1,405 м (вес 1750 кг), количество лопастей — 19. Направляющий аппарат имеет 16 лопаток. Спиральная камера выполнена из литого металла. Для предотвращения гидравлического удара турбины оснащены холостыми водосбросами[8].
- Гидрогенераторы: модель ВГС-260-70-12, произведены заводом «Уралэлектроаппарат». Мощность каждого генератора — 7000 кВт (полная мощность 8235 кВА при cos φ 0,85), напряжение — 6,3 кВ. Ток статора — 756 А, ток ротора — 412 А. Момент инерции — 45 т·м², КПД — 96 %. Система возбуждения — электромашинная, тип возбудителя — BBC-74.14-66 (мощность 60 кВт, напряжение 115 В)[3][19].
- Система управления: агрегаты оснащены регуляторами скорости типа КЧ-1500 и маслонапорными установками, использующими турбинное масло марки ТП-30. Согласно ГОСТ 9972-2020, это нефтяное масло с присадками, предназначенное для смазки подшипников и работы в качестве гидравлической жидкости в системах регулирования гидротурбин[20]. Общий объём масла в системе регулирования двух турбин составляет 0,8 м³[8].

### Схема выдачи мощности

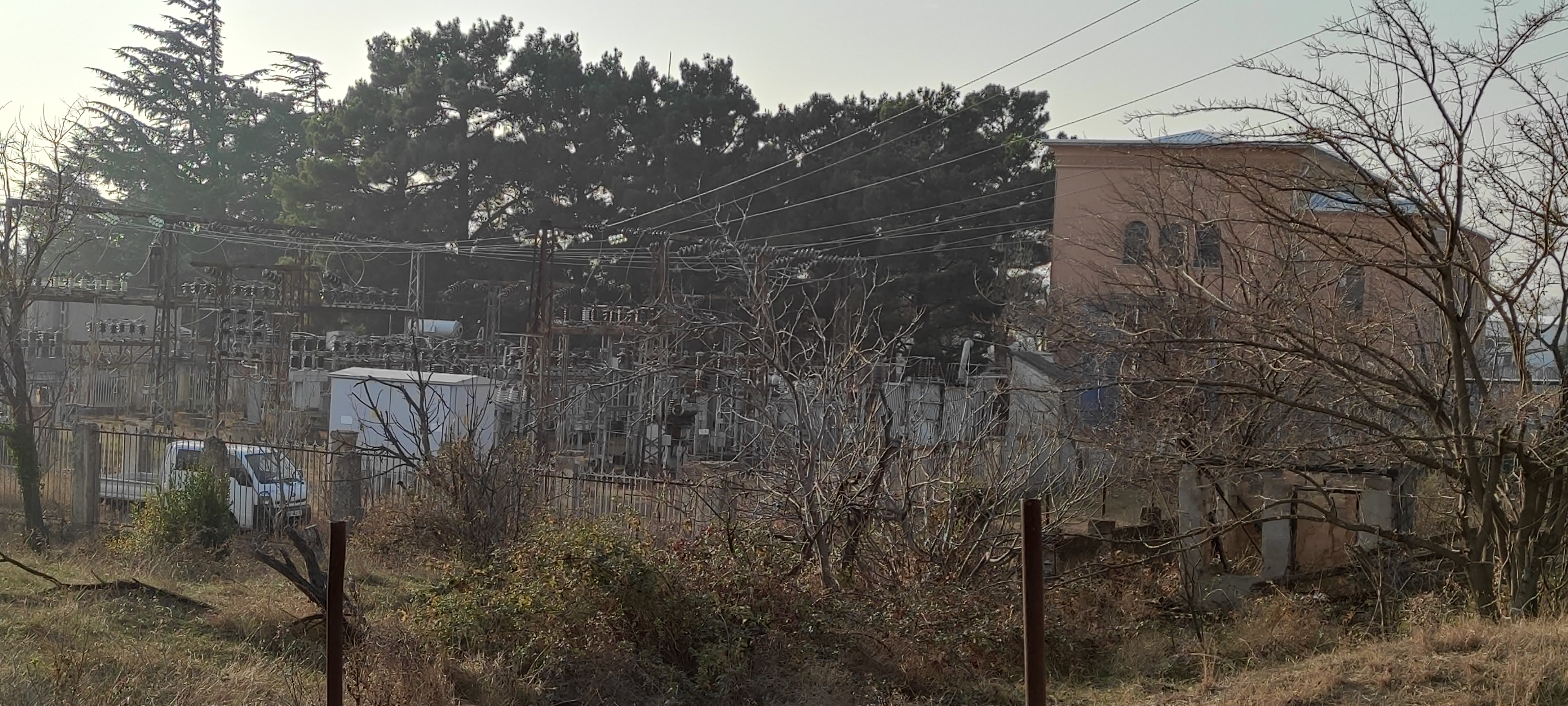
Открытое распределительное устройство (ОРУ-35 кВ) и здание Тетрихеви ГЭС

Электроэнергия, вырабатываемая генераторами на напряжении 6,3 кВ, повышается до 35 кВ на открытом распределительном устройстве (ОРУ-35 кВ). На ОРУ установлены силовые трансформаторы Т-1 (PDUF-15000/45) и Т-2 (ТМН-6300/35).
Трансформатор Т-2 представляет собой силовой масляный трансформатор типа ТМН-6300/35, изготовленный в соответствии с ГОСТ 11920-85. Аббревиатура ТМН означает «трёхфазный масляный с регулированием напряжения под нагрузкой». Его основные характеристики по стандарту:
- Номинальная мощность: 6300 кВА
- Напряжение обмоток: ВН (высокое) — 35 кВ, НН (низкое) — 6,3/11 кВ
- Регулирование напряжения: под нагрузкой (РПН) в диапазоне ±4×2,5 % или ±6×1,5 %
- Масса: полная масса — 16,6 тонн, масса масла — 5,35 тонны, транспортная масса — 12,4 тонны.

На ОРУ также установлены масляные выключатели C-35. Станция подключена к энергосистеме Грузии через двухцепную линию электропередачи 35 кВ, идущую к подстанции «Навтлуги».

## Роль и значение

### Энергетическое и ирригационное значение
Тетрихеви ГЭС, как и другие станции каскада, играет важную роль в энергосистеме Грузии, вырабатывая электроэнергию преимущественно в зимний период, когда наблюдается дефицит гидроресурсов. Одновременно она является ключевым звеном в ирригационной системе, обеспечивая переброску воды для орошения сельскохозяйственных угодий в летний период. Тариф на электроэнергию станции в 1999 году составлял 2,17 тетри/кВт⋅ч.
| Год  | Выработка, млн кВт⋅ч | Год  | Выработка, млн кВт⋅ч |
| ---- | -------------------- | ---- | -------------------- |
| 1995 | 3,77                 | 2004 | 21,38                |
| 1996 | 13,68                | 2005 | 30,48                |
| 1997 | 29,06                | 2006 | 29,37                |
| 1998 | 22,56                | 2007 | 25,61                |
| 1999 | 13,27                | 2008 | 12,60                |
| 2000 | 13,36                | 2009 | 18,78                |
| 2001 | 18,07                | 2010 | 35,99                |
| 2002 | 23,19                | 2011 | 39,00                |
| 2003 | 29,10                | 2012 | 26,47                |

### Образовательное значение
Тетрихеви ГЭС имеет статус, нехарактерный для большинства промышленных объектов. По решению Департамента «Сакэнерго», станция вместе с учебно-лабораторным корпусом была передана в ведение факультета энергетики Грузинского технического университета. На базе действующей ГЭС студенты-энергетики проходят производственную и преддипломную практику, выполняют лабораторные и практические работы, что делает станцию важным центром подготовки инженерных кадров для энергетической отрасли Грузии.

## Эксплуатационные и экологические аспекты

### Инженерные решения и персонал
В первые годы эксплуатации на длинных быстротоках (каналах с большим уклоном) Сатхенисской и Тетрихевской ГЭС наблюдалось явление волнообразования, которое вызывало сильное волнение в водобойных колодцах. Проблема была решена с помощью установки специальных гасящих устройств. Позднейшие исследования показали, что для предотвращения волн было бы достаточно изменить профиль дна канала с плоского на вогнутый, что и было успешно реализовано на Ткибули ГЭС.
Из-за ограниченной подачи воды по Верхнему Самгорскому каналу (часто не более 7-8 м³/с) для нужд сельского хозяйства, Тетрихеви ГЭС зачастую работает только одним гидроагрегатом, что искусственно ограничивает её выработку и не позволяет полностью использовать установленную мощность.
По данным на 2014 год, на станции работало 19 человек, преимущественно из местного населения, со средней зарплатой 600—700 лари.

### Экологическая безопасность
Поскольку вода из Верхнего Самгорского канала поступает в Тбилисское водохранилище, являющееся источником питьевого водоснабжения, на станции уделяется внимание предотвращению загрязнений. Существует проблема попадания в канал бытового мусора с расположенной неподалёку Лилойской свалки, что требует принятия мер на уровне эксплуатирующей канал организации.
На территории ОРУ-35 кВ и маслохранилища предусмотрены системы для предотвращения разливов трансформаторного масла: маслосборники и дренажные системы, исключающие попадание нефтепродуктов в почву и грунтовые воды. Важность этих мер подчёркивается тем, что используемые на станции турбинные масла являются горючими жидкостями. Площадка станции сложена олигоценовыми отложениями (песчаники, аргиллиты, глины), перекрытыми слоем суглинков. Район расположения ГЭС относится к 8-балльной сейсмической зоне.

### Комментарии
1. ↑  В других источниках, в частности в книге «История электроэнергетики Грузии», указывается суммарная мощность двух агрегатов 13,6 тыс. кВт (13,6 МВт)[5], а в газете «Свободная Грузия» за 1998 год — 13 МВт[6]. В отчёте ESIA 2014 указана проектная мощность 12 000 кВт и установленная мощность двух агрегатов 14 000 кВт[3], а на портале EnergyOnline.ge в 2009 году — 12 МВт[7].
2. ↑  В советской прессе посёлок также упоминался под названиями «Тетри-Хеви»[10], «посёлок Тетрихевской ГЭС»[11] и «Тетрихеви»[12].